# Брі Белла
Бріана Гарсія-Колас (англ. Brianna Garcia-Colace; нар. 21 листопада 1983, Сан-Дієго, Каліфорнія, США) — американська модель та професійна реслерка, яка виступала в WWE під псевдонімом Брі Белла у команді Близнючки Белла з сестрою Ніккі Белла. У квітні 2011 року Гарсія-Колас стала чемпіонкою Дів WWE. Згодом звільнилась з WWE, але в березні 2013 повернулась в компанію.

## Професійний реслінг
Бріана та Ніккі Белла підписали контракт з «World Wrestling Entertainment» («WWE») у червні 2007 року і були направлені в підготовчу федерацію «Florida Championship Wrestling» («FCW»). 29 серпня 2008 Бріана дебютувала на бренді «SmackDown!» під ім'ям Брі і в поєдинку змогла здобути перемогу над Вікторією. У квітні 2011 стала чемпіонкою дів. Згодом звільнилась. 11 березня 2013 повернулися в «WWE», і взяла участь у закулісному сегменті за участю Кейтлін, Коді Роудса і Деміена Сендоу. Згодом почався фьюд поміж Брі і Наталією, Камерон і Наомі. Брі кинула виклик Наталії на «СамерСлем 2013», але програла. Наступний матч відбувся проти Наталії і Наомі за право бою на Ночі Чемпіонів за титул чемпіонки дів.

## Особисте життя
З 11 квітня 2014 року одружена з колишнім реслером WWE Денієлом Браяном, з яким зустрічалася 3 роки до весілля.

## В реслінгу
- Фінішер
  - Missile dropkick

Улюблені прийоми
- Hair-pull mat slam
  - Jumping snapmare

- Музичні теми
  - «You Can Look (But You Can't Touch)» від Kim Sozzi і Джима Джонсона

## Титули і нагороди
Pro Wrestling Illustrated
- PWI ставить Брі #21 з 50 найкращих жінок-реслерів у 2011

Wrestling Observer Newsletter
- Найгірший матч року (2013) з Камерон, Ева Маріею, ДжоДжо, Наомі і Наталіею vs. Ей Джей Лі, Аксаною, Алісіею Фокс, Кейтлін, Розою Мендес, Саммер Рей і Таміною Снука

WWE
- Чемпіонка Дів WWE (1 раз)
- Slammy Award for Couple of the Year (2013)